# Mataparent radicant

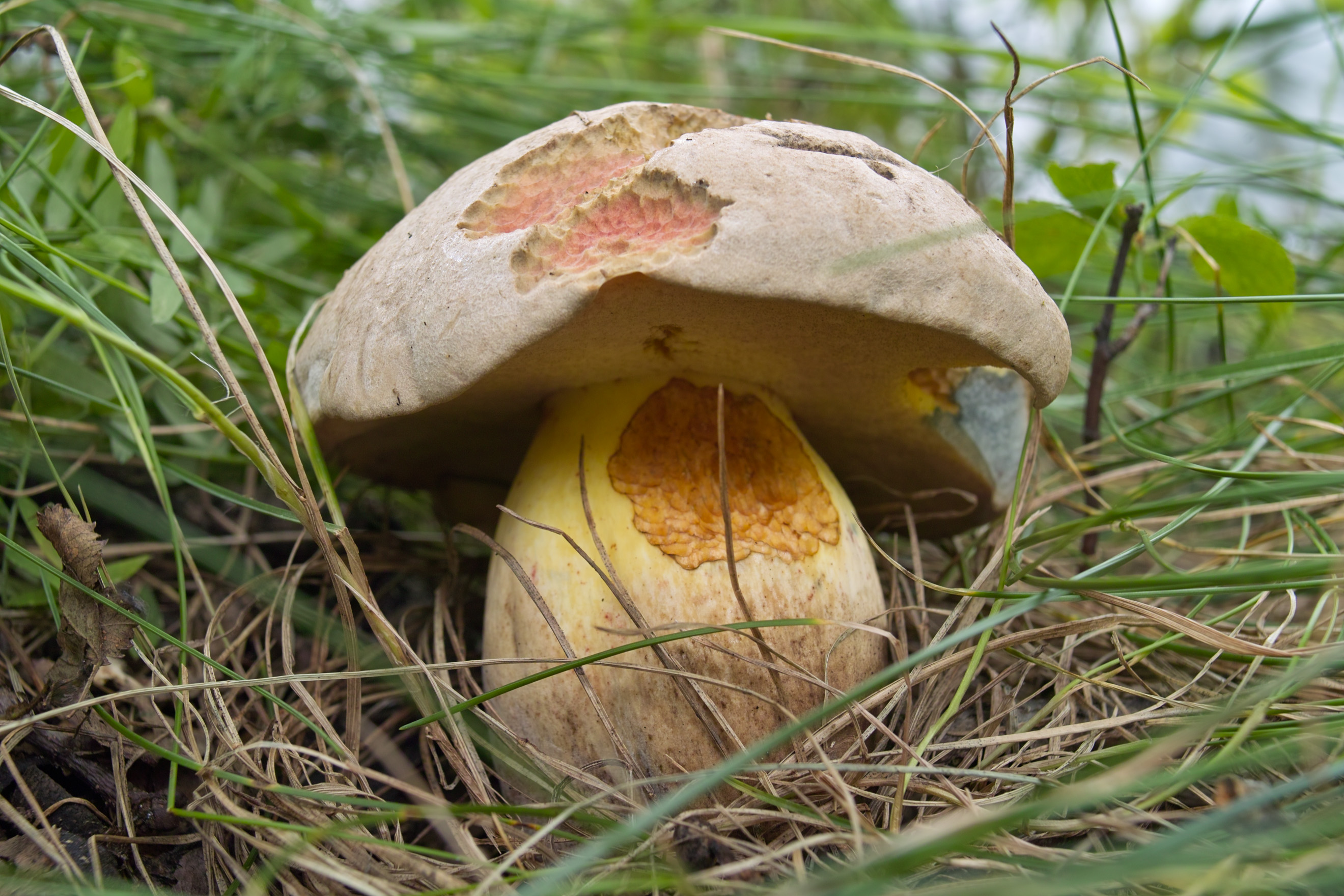
Exemplar fotografiat a Txèquia.

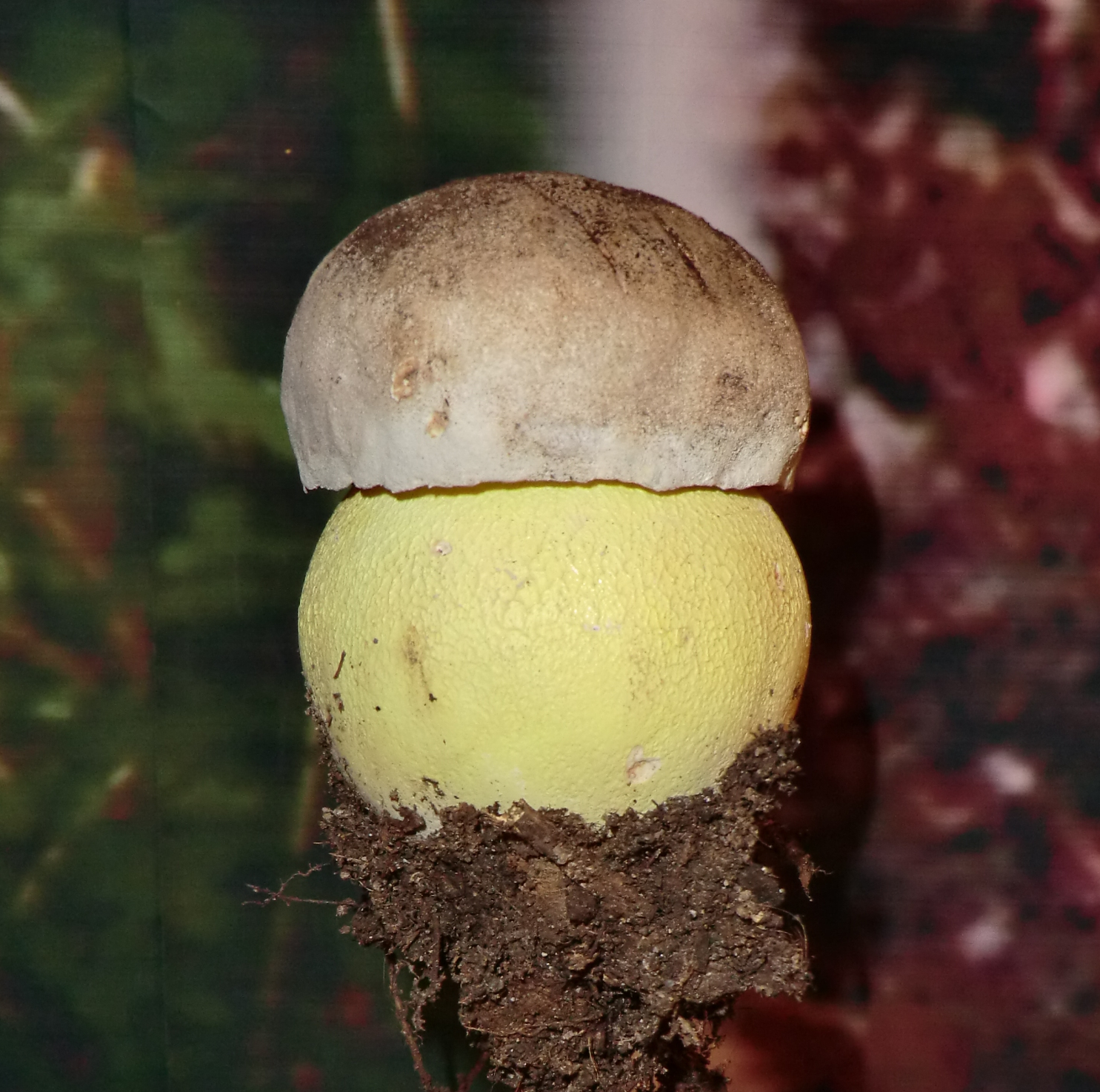
Exemplar sencer

El mataparent radicant (Boletus radicans) és una espècie de bolet pertanyent a l'ordre dels boletals.

## Descripció
- Capell força gros, el qual mesura de 5 a 20 cm de diàmetre. La superfície és de color de gris blanquinós a bru gris pàl·lid, llisa, mat i seca. L'himeni està format per tubs groguencs, amb els porus de color groc viu de bon començament, groc olivaci en madurar, i que, en ésser premuts, es taquen ràpidament de blau intens.
- Cama de color groguenc, en algunes ocasions guarnida amb un dibuix en forma de xarxa (reticle) del mateix color, amb prou feines visible, i que, generalment, és absent. Tota la cama és molt rabassuda, en forma de porra, i generalment amb la base més inflada (bulbosa), que s'endinsa una mica al substrat (radicant).
- La carn, la qual té una consistència molt ferma de bon principi i més flonja en envellir, és groguenca, i en ésser tallada es torna de color blavós o bru vermellós.
- Fa una olor poc evident, en cap cas agradable, i el sabor és molt amargant.
- Esporada de color bru olivaci. Les espores són oblongofusiformes i mesuren 9-15 x 4-6 micres.[2][3][4][5][6][7]

## Hàbitat i distribució geogràfica
És una espècie que es troba sempre sobre sòls bàsics, entre 100 i 1.300 m d'altitud i, generalment, en boscos de planifolis, sota faigs (Fagus sylvatica), alzines (Quercus ilex) i roures (Quercus sp.). És relativament freqüent en àrees temperades i fructifica del juliol a l'octubre. La seua distribució geogràfica comprèn Europa (Àustria, Bèlgica, Bulgària, Dinamarca, Estònia, França, Alemanya, el territori de l'antiga Txecoslovàquia, Itàlia -com ara, Sicília-, Noruega, els Països Baixos, Eslovènia, l'Estat espanyol -el País Basc, Extremadura, etc.-, Suècia, Suïssa i la Gran Bretanya). La seua presència a Nord-amèrica és qüestionable a causa de la seua confusió amb Boletus inedulis.

## Comestibilitat
Aquest bolet no és comestible, principalment a causa del seu sabor amargant que varia d'intensitat segons l'exemplar. En realitat, però, no es té constància que produeixi toxines.

## Risc de confusió amb altres espècies
Es reconeix gràcies al seu barret, de color clar, els tubs de color groc i el seu sabor amargant. Hi ha espècies properes semblants, com Boletus calopus, també de sabor amargant, i que se'n diferencien perquè tenen la cama de color vermell i guarnida amb un reticle molt vistós. La seua carn també es torna blava, però amb menys intensitat. Boletus satanas és un altre mataparent, en aquest cas tòxic, que té el barret també de color clar, blanquinós, però amb la cama i els porus d'un vistós color vermell. A més, també presenta reticle a la cama.